# 1155 Aënna
Az 1155 Aënna (ideiglenes jelöléssel 1928 BD) a Naprendszer kisbolygóövében található aszteroida. Karl Wilhelm Reinmuth fedezte fel 1928. január 26-án, Heidelbergben.